# 꼽등이
꼽등이(한국굴꼽등이)는 꼽등이과의 곤충이다. 몸과 다리는 적갈색으로 몸에는 약간 짙은 흑갈색 줄무늬가 있으며 산란관은 짙은 갈색으로 다른 종과 쉽게 구분할 수 있다. 더듬이는 몸길이의 4배 정도로 길며, 앞가슴은 둥글다. 몸길이는 19~24mm이다. 대한민국은 Yamasaki (1969)가 특산종으로 기록했으며, 제주도를 비롯하여 전국에 분포하며, 매우 흔한 종이다. 성숙하면 등에 광택이 나며 집 내부의 어두운 곳이나 동굴, 산의 바위 틈 등에서 있다가 밤에 나와서 활동한다. 한국, 일본, 중국, 타이완 등지에 분포한다.

## 일본의 꼽등이
일본에는 이와 비슷한 Atachyines apicalis가 서식하는데 예전 한국 꼽등이의 학명을 이것으로 잘못 표기하기도 하였다.